# Sporting Handball Club Angleur
Le Sporting Handball Club Angleur était un club de handball basé à Angleur dans la ville de Liège, le club comprenait une section hommes et une section dames.
En 1989, après avoir été relégué, le club fusionne avec le Trixhes Olympic Club Flémalle (T.O.C. Flémalle) donnant lieu au Sporting Handball Club Angleur Flémalle (S.H.C.A. Flémalle). 

## Histoire

### Les hommes
Le club fut deux fois champion de Belgique de D2, et donc monta deux fois en première division national, au total il fit treize saisons en division 1 (1973-1974, 1974-1975, 1975-1976, 1976-1977, 1977-1978, 1979-1980, 1980-1981, 1981-1982, 1982-1983, 1983-1984, 1984-1985, 1985-1986, 1986-1987).
La section dames évolua en première division national durant les saisons 1980-1981, 1981-1982 et 1982-1983.Les cadets furent deux fois champion de Belgique dans les années 70 dont faisait partie Christian Eynatten , Eric Swinnen ,Thierry Dupuis , Jean Luc Wagemans, Marc Bruni , Philippe Delcominette .

### Palmarès
Performances du SHC Angleur dans les compétitions belges et européennes :
- Compétitions internationales : néant.

- Compétitions nationales : premier du Championnat de Belgique D2 en 1973-1974 et 1982-1983.

## Parcours
| Saison    | Division   | Rang | Coupe |
| --------- | ---------- | ---- | ----- |
| 1961-1962 | ?          | ?    | ?     |
| 1962-1963 | ?          | ?    | ?     |
| 1963-1964 | ?          | ?    | ?     |
| 1964-1965 | Division 2 | ?    | ?     |
| 1965-1966 | ?          | ?    | ?     |
| 1966-1967 | ?          | ?    | ?     |
| 1967-1968 | ?          | ?    | ?     |
| 1968-1969 | ?          | ?    | ?     |
| 1969-1970 | ?          | ?    | ?     |
| 1970-1971 | ?          | ?    | ?     |
| 1971-1972 | ?          | ?    | ?     |
| 1972-1973 | ?          | ?    | ?     |
| 1973-1974 | ?          | ?    | ?     |
| 1974-1975 | ?          | ?    | ?     |
| 1975-1976 | ?          | ?    | ?     |
| 1976-1977 | ?          | ?    | ?     |
| 1977-1978 | ?          | ?    | ?     |
| 1978-1979 | ?          | ?    | ?     |
| 1979-1980 | ?          | ?    | ?     |
| 1980-1981 | ?          | ?    | ?     |
| 1981-1982 | ?          | ?    | ?     |
| 1982-1983 | ?          | ?    | ?     |
| 1983-1984 | ?          | ?    | ?     |
| 1984-1985 | ?          | ?    | ?     |
| 1985-1986 | ?          | ?    | ?     |
| 1986-1987 | ?          | ?    | ?     |
| 1987-1988 | ?          | ?    | ?     |
| 1988-1989 | ?          | ?    | ?     |
| 1989-1990 | ?          | ?    | ?     |
| 1990-1991 | ?          | ?    | ?     |
| 1991-1992 | ?          | ?    | ?     |
| 1992-1993 | ?          | ?    | ?     |
| 1993-1994 | ?          | ?    | ?     |
| 1994-1995 | ?          | ?    | ?     |
| 1995-1996 | ?          | ?    | ?     |
| 1996-1997 | ?          | ?    | ?     |
| 1997-1998 | ?          | ?    | ?     |
| 1998-1999 | ?          | ?    | ?     |
| 1999-2000 | ?          | ?    | ?     |
| 2000-2001 | ?          | ?    | ?     |
| 2001-2002 | ?          | ?    | ?     |
| 2002-2003 | ?          | ?    | ?     |
| 2003-2004 | ?          | ?    | ?     |
| 2004-2005 | ?          | ?    | ?     |
| 2005-2006 | ?          | ?    | ?     |
| 2006-2007 | ?          | ?    | ?     |
| 2007-2008 | ?          | ?    | ?     |
| 2008-2009 | ?          | ?    | ?     |
| 2009-2010 | ?          | ?    | ?     |
| 2010-2011 | ?          | ?    | ?     |
| 2011-2012 | ?          | ?    | ?     |
| 2012-2013 | ?          | ?    | ?     |
| 2013-2014 | ?          | ?    | ?     |
| 2014-2015 | ?          | ?    | ?     |
| 2015-2016 | ?          | ?    | ?     |